# Chiesa di San Michele Arcangelo (Fascia)
La chiesa di San Michele Arcangelo è un luogo di culto cattolico situato nella frazione di Carpeneto nel comune di Fascia, nella città metropolitana di Genova. La chiesa è sede della parrocchia omonima del vicariato del Genovesato della diocesi di Tortona.

## Storia e descrizione

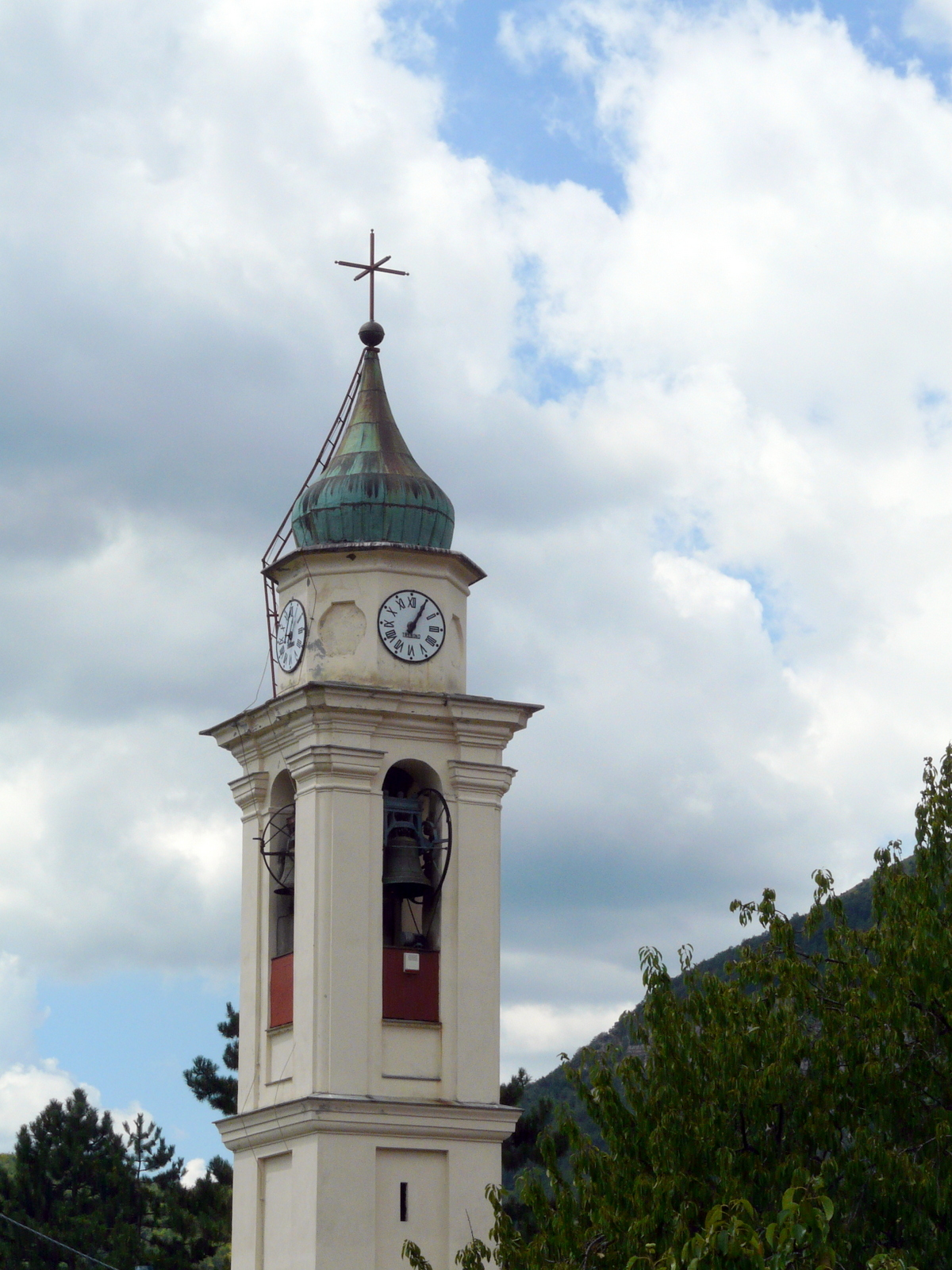
Particolare del campanile

L'edificio fu ricostruito nel corso del XVII secolo sul luogo di una preesistente chiesa del XIV secolo.
All'interno è presente l'altare maggiore del 1720.
La sua comunità parrocchiale, facente parte della diocesi di Tortona, è stata istituita e resa autonoma dalla parrocchia di San Nicola di Rondanina nel 1647.
Dalla parrocchia dipende la cappella di San Rocco, posta sulla strada sopra l'abitato di Carpeneto.